# アルベール・ンデレ
アルベール・ンデレ・バム（フランス語: Albert Ndele Bamu、1930年8月15日 - 2023年4月1日）は、コンゴ共和国（現在のコンゴ民主共和国の前身）の政治家、銀行家。
ジャスティン・ボンボコがニューヨークからレオポルドヴィル（現: キンシャサ）に戻るまでの2週間コンゴ共和国理事会議長を務め、その後4ヶ月間副議長を務めた。その後1960年9月から1961年2月まで大蔵大臣（日本でこれに相当する）を務め、1970年9月15日から1970年11月12日に解任されるまでもう一度その職を務めた。また1961年から1970年までコンゴ国立銀行の総裁を務めた。
2023年4月1日、ベルギーで死去。92歳没。

## 参考
- Artigue, Pierre (1960) (フランス語). Qui sont les leaders congolais?. 3. Éditions Europe-Afrique
- Études africaines du CRISP. 124-132. Centre de recherche et d'information socio-politiques. (1971)
- Pragnell, Mervyn O. (1976). The International Year Book and Statesmen's Who's who. Kelly's Directories, Limited